# Thomas King (regatista)
Thomas Jack King (conocido como Tom King; Melbourne, 8 de febrero de 1973) es un deportista australiano que compitió en vela en la clase 470.
Participó en dos Juegos Olímpicos de Verano, en los años 1996 y 2000, obteniendo una medalla de oro en Sídney 2000, en la clase 470 (junto con Mark Turnbull). Ganó una medalla de oro en el Campeonato Mundial de 470 de 2000.
En 2001 fue condecorado con la Medalla de la Orden de Australia (OAM).

## Palmarés internacional
| \| Juegos Olímpicos \| Juegos Olímpicos \| Juegos Olímpicos \| Juegos Olímpicos \| \| Año \| Lugar \| Medalla \| Clase \| \| ------------------ \| ---------------------- \| ---------------- \| ---------------- \| \| 2000 \| Sídney (Australia) \| Medalla de oro \| 470 \| \| Campeonato Mundial \| \| \| \| \| Año \| Lugar \| Medalla \| Clase \| \| 2000 \| Balatonfüred (Hungría) \| Medalla de oro \| 470 \| |                        |                |       |
| Juegos Olímpicos |                        |                |       |
| Año | Lugar                  | Medalla        | Clase |
| 2000 | Sídney (Australia)     | Medalla de oro | 470   |
| Campeonato Mundial |                        |                |       |
| Año | Lugar                  | Medalla        | Clase |
| 2000 | Balatonfüred (Hungría) | Medalla de oro | 470   |